# MLB 2011
Die MLB-Saison 2011, die 110. Saison der Major League Baseball, wurde am 31. März 2011 eröffnet und endete am 28. Oktober 2011.
Während der Regular Season kämpften 30 Mannschaften in je 162 Spielen um den Einzug in die Play-offs. Die World Series 2011 begann am 19. Oktober 2011 und endeten am 28. Oktober 2011. Titelverteidiger waren die San Francisco Giants, die die World Series 2010 für sich entscheiden konnten.
Das MLB All-Star Game 2011 fand am 12. Juli 2011 im Chase Field in Phoenix, Arizona statt.
Das jährliche Civil Rights Game zu Ehren der Bürgerrechte fand am 15. Mai im Turner Field in Atlanta statt. Die dort beheimateten Atlanta Braves empfingen hierbei die Philadelphia Phillies.

## Teilnehmende Teams
Auch für die Saison 2011 wurden von den Verantwortlichen keinerlei Änderungen bezüglich teilnehmender Franchises bzw. Ligen- und Divisionszuordnungen vorgenommen.
| American League        |                    |                   |
| West                   | Central            | East              |
| Texas Rangers          | Minnesota Twins    | Tampa Bay Rays    |
| Oakland Athletics      | Chicago White Sox  | New York Yankees  |
| L.A. Angels of Anaheim | Detroit Tigers     | Boston Red Sox    |
| Seattle Mariners       | Cleveland Indians  | Toronto Blue Jays |
|                        | Kansas City Royals | Baltimore Orioles |

| National League      |                     |                       |
| West                 | Central             | East                  |
| San Francisco Giants | Cincinnati Reds     | Philadelphia Phillies |
| San Diego Padres     | St. Louis Cardinals | Atlanta Braves        |
| Colorado Rockies     | Milwaukee Brewers   | Florida Marlins       |
| Los Angeles Dodgers  | Houston Astros      | New York Mets         |
| Arizona Diamondbacks | Chicago Cubs        | Washington Nationals  |
|                      | Pittsburgh Pirates  |                       |

* Sortiert entsprechend der Vorjahresplatzierungen in den jeweiligen Divisionen. Grün eingefärbt sind die Teams, die sich im Vorjahr für die Postseason qualifizieren konnten.

## Stadien
2011 wird die letzte Spielzeit für das Sun Life Stadium, der Spielstätte der Florida Marlins, bevor diese 2012 in den neuen Ballpark nach Miami ziehen und in Miami Marlins umbenannt werden.

## Spring Training
Ab dem 24. Februar 2011 lief die Saisonvorbereitung der MLB, das sogenannte Spring Training, bei dem die Teams in der Grapefruit League und der Cactus League neue Spieler testeten, aber auch ihre angestrebten Stammformationen einspielen ließen. Die letzte Partie des Spring Training fand am 30. März statt.
Bestes Team der Grapefruit League waren die Minnesota Twins, die 62,5 % ihrer Spiele gewinnen konnten. Gleichzeitig waren die Twins damit auch das zweiterfolgreichste Team der American League hinter den Kansas City Royals, die mit einer 66,7 %igen Siegquote die Cactus League für sich entscheiden konnten.
Den besten Wert aller National League Teams erreichten die Vorjahressieger der World Series, die San Francisco Giants, welche mit 65,7 % gewonnener Spiele zweiter der Cactus League wurden.
Schlusslicht der Grapefruit League waren die Houston Astros (31,4 %). Am Ende der Tabelle der Cactus League beendeten die Arizona Diamondbacks (32,4 %) das Spring Training.
Historisch gesehen sind die Ergebnisse der beiden Ligen im Spring Training kein Gradmesser für den Erfolg in der regulären Saison. Dies bestätigte sich 2011 erneut, da Royals und Twins keinerlei Rolle im Kampf und die Postseason spielen konnten, umgekehrt jedoch die Diamondbacks vor den Giants die NL West für sich entschieden.

### Abschlusstabellen des Spring Training 2011
Die in den Tabellen der Grapefruit und Cactus League gelb markierten Teams sind Mitglied der National League, die anderen spielen in der American League.
| Pos. | Team                  | W  | L  | %    | GB   |
| ---- | --------------------- | -- | -- | ---- | ---- |
| 01   | Minnesota Twins       | 20 | 12 | .625 | -    |
| 02   | Philadelphia Phillies | 21 | 14 | .600 | 0,5  |
| 03   | Detroit Tigers        | 20 | 14 | .588 | 1    |
| 04   | Atlanta Braves        | 17 | 13 | .567 | 2    |
| 05   | Toronto Blue Jays     | 16 | 14 | .533 | 3    |
| 06   | New York Mets         | 17 | 15 | .531 | 3    |
| 07   | Tampa Bay Rays        | 15 | 14 | .517 | 3,5  |
|      | Washington Nationals  | 15 | 14 | .517 | 3,5  |
| 09   | Baltimore Orioles     | 15 | 15 | .500 | 4    |
|      | Florida Marlins       | 15 | 15 | .500 | 4    |
| 11   | St. Louis Cardinals   | 14 | 16 | .467 | 5    |
| 12   | New York Yankees      | 13 | 15 | .464 | 5    |
| 13   | Boston Red Sox        | 14 | 19 | .424 | 6,5  |
| 14   | Pittsburgh Pirates    | 12 | 21 | .364 | 8,5  |
| 15   | Houston Astros        | 11 | 24 | .314 | 10,5 |

| Pos. | Team                 | W  | L  | %    | GB  |
| ---- | -------------------- | -- | -- | ---- | --- |
| 01   | Kansas City Royals   | 20 | 10 | .667 | -   |
| 02   | San Francisco Giants | 23 | 12 | .657 | 0,5 |
| 03   | Colorado Rockies     | 20 | 11 | .645 | 1   |
| 04   | Milwaukee Brewers    | 19 | 11 | .633 | 1,5 |
| 05   | L.A. Angels          | 18 | 13 | .581 | 3   |
| 06   | Seattle Mariners     | 16 | 13 | .552 | 4   |
| 07   | Cincinnati Reds      | 17 | 14 | .548 | 4   |
| 08   | Cleveland Indians    | 15 | 14 | .517 | 5,0 |
| 09   | Texas Rangers        | 13 | 16 | .448 | 7   |
| 10   | San Diego Padres     | 13 | 17 | .433 | 7,5 |
| 11   | Chicago Cubs         | 14 | 19 | .424 | 8   |
| 12   | L.A. Dodgers         | 14 | 21 | .400 | 9   |
| 13   | Oakland Athletics    | 12 | 21 | .364 | 10  |
| 14   | Chicago White Sox    | 11 | 20 | .355 | 10  |
| 15   | Arizona Diamondbacks | 12 | 25 | .324 | 12  |

## Reguläre Saison

### Kurzerklärung Spielbetrieb und Tabellenaufbau
Die AL und die NL sind jeweils für den Spielbetrieb in drei Divisionen unterteilt. Die Zuordnung erfolgt nach regionalen Kriterien: East, Central und West Division. Der Spielbetrieb läuft vom 31. März 2011 bis zum 28. September 2011.
Die Tabellenplatzierungen sind für das Erreichen der Postseason verantwortlich: Die drei jeweiligen Divisionssieger und der nach Winning Percentage beste Zweite der drei Divisionen tragen in zwei Runden die Meisterschaft in der American beziehungsweise National League aus. Die jeweiligen Meister treffen dann in der World Series aufeinander.
Die Rangfolge der Mannschaften in der Tabelle ergibt sich während der Saison grundsätzlich aus dem aktuellen Verhältnis von Siegen zu Spielen insgesamt als sogenannte Winning Percentage. Der Grund hierfür liegt in der ungleichmäßigen Verteilung der Spiele über den Kalender, so dass manche Mannschaften zwischenzeitlich drei oder mehr Spiele mehr ausgetragen haben als andere. Damit wird zum Beispiel die Bilanz eines Teams A mit 15 Siegen und 15 Niederlagen (.500 als entsprechende Percentage ausgedrückt) für exakt gleichwertig erachtet mit der Bilanz eines Teams B, das zum gleichen Zeitpunkt 16 Siege und 16 Niederlagen erzielte. Für die Abschlusstabellen ist dies jedoch ohne Belang, da zum Saisonende alle Mannschaften die seit 1961 üblichen 162 Saisonspiele ausgetragen haben. Deshalb reicht die Angabe von Siegen und Niederlagen (Unentschieden sind heutzutage unüblich).
Mit der Angabe GB (Games Behind) wird dokumentiert, wie groß der Rückstand eines Verfolgers auf den Tabellenersten ist. Hiermit wird ausgedrückt, wie viele Siege der Verfolger bei gleichzeitiger Niederlage des Führenden theoretisch bräuchte, um Gleichstand zu erreichen. Die Angabe GB wird auf 0.5 Spiele genau ausgedrückt: Hat zum Beispiel Mannschaft A 10 Siege und 5 Niederlagen, Mannschaft B hingegen 9 Siege und 5 Niederlagen, würde bereits ein eigener Sieg (ohne Niederlage von A) zu Tabellengleichstand führen.
Um die Entwicklung während der Saison zumindest anzudeuten, wurden die Tabellenpositionen der Mannschaften Ende April und Ende Mai festgehalten. Als weiterer Meilenstein dient die All-Star-Break, die Pause im Spielbetrieb anlässlich des All-Star-Game; ähnlich der Herbstmeisterschaft im Fußball wird so zur Saisonmitte ein Zwischenstand ermittelt. Die letzte Zwischeninformation ist eher willkürlich auf den Termin 31. August bezogen, um etwa vier Wochen vor Saisonende beurteilen zu können, inwieweit die jeweilige Division zu diesem Zeitpunkt bereits vorentschieden war (wie zum Beispiel in allen Divisionen der NL) oder gegebenenfalls der zu diesem Zeitpunkt Führende noch verdrängt wurde (so in der AL East Division mit dem spektakulären Absturz der Boston Red Sox geschehen, die nur noch sieben Siege bei 20 Niederlagen erreichten).

### Saisonverlauf der regulären Saison

#### American League

##### April
Zum 30. April ergaben sich in der American League folgende Platzierungen:
| East Division | East Division     | East Division | East Division | East Division |  | Central Division | Central Division   | Central Division | Central Division | Central Division |  | West Division | West Division      | West Division | West Division | West Division |
| PS            | Franchise         | W             | L             | GB            |  | PS               | Franchise          | W                | L                | GB               |  | PS            | Franchise          | W             | L             | GB            |
| 2             | New York Yankees  | 15            | 9             | --            |  | 1                | Cleveland Indians  | 18               | 8                | --               |  | 3             | Texas Rangers      | 16            | 11            | --            |
| WC            | Tampa Bay Rays    | 15            | 12            | 1,5           |  |                  | Kansas City Royals | 14               | 13               | 4,5              |  | WC            | Los Angeles Angels | 15            | 12            | 1,0           |
|               | Toronto Blue Jays | 13            | 14            | 3,5           |  |                  | Detroit Tigers     | 12               | 15               | 6,5              |  |               | Oakland Athletics  | 13            | 14            | 3,0           |
|               | Baltimore Orioles | 12            | 13            | 3,5           |  |                  | Chicago White Sox  | 10               | 18               | 9,0              |  |               | Seattle Mariners   | 13            | 15            | 3,5           |
|               | Boston Red Sox    | 11            | 15            | 5,0           |  |                  | Minnesota Twins    | 9                | 17               | 9,0              |  |               |                    |               |               |               |

PS = Postseason; Zahl = Rang auf Setzliste bzw. WC = Wild Card (bester Zweiter aller Divisionen)
W = Wins (Siege), L = Losses (Niederlagen), GB = Games Behind (Rückstand auf Führenden: Zahl der notwendigen Niederlagen des Führenden bei gleichzeitigem eigenen Sieg)

##### Mai
Zum 31. Mai ergaben sich in der American League folgende Platzierungen:
| East Division | East Division     | East Division | East Division | East Division |  | Central Division | Central Division   | Central Division | Central Division | Central Division |  | West Division | West Division      | West Division | West Division | West Division |
| PS            | Franchise         | W             | L             | GB            |  | PS               | Franchise          | W                | L                | GB               |  | PS            | Franchise          | W             | L             | GB            |
| 2             | New York Yankees  | 30            | 23            | --            |  | 1                | Cleveland Indians  | 32               | 20               | --               |  | 3             | Texas Rangers      | 29            | 26            | --            |
| ▲ WC          | Boston Red Sox    | 30            | 25            | 1,0           |  | ▲                | Detroit Tigers     | 28               | 26               | 5,0              |  | ▲             | Seattle Mariners   | 28            | 26            | 0,5           |
| ▼             | Tampa Bay Rays    | 29            | 25            | 1,5           |  | ▲                | Chicago White Sox  | 10               | 18               | 9,0              |  | ▼             | Los Angeles Angels | 29            | 28            | 1,0           |
| ▼             | Toronto Blue Jays | 28            | 27            | 3,0           |  | ▼                | Kansas City Royals | 24               | 30               | 9,0              |  | ▼             | Oakland Athletics  | 27            | 29            | 2,5           |
| ▼             | Baltimore Orioles | 24            | 29            | 6,0           |  |                  | Minnesota Twins    | 17               | 36               | 15,5             |  |               |                    |               |               |               |

 Pfeile: ▲ Verbesserung ggü. April, ▼ Verschlechterung ggü. April, sonst siehe AL April 

##### Juni bis All-Star Break (10. Juli 2011)
Zur All-Star-Break (10. Juli 2011) ergaben sich in der AL folgende Platzierungen:
| East Division | East Division     | East Division | East Division | East Division |  | Central Division | Central Division   | Central Division | Central Division | Central Division |  | West Division | West Division      | West Division | West Division | West Division |
| PS            | Franchise         | W             | L             | GB            |  | PS               | Franchise          | W                | L                | GB               |  | PS            | Franchise          | W             | L             | GB            |
| ▲ 1           | Boston Red Sox    | 55            | 35            | --            |  | ▲ 3              | Detroit Tigers     | 49               | 43               | --               |  | 2             | Texas Rangers      | 51            | 41            | --            |
| ▼ WC          | New York Yankees  | 53            | 35            | 1,0           |  | ▼                | Cleveland Indians  | 47               | 42               | 0,5              |  | ▲             | Los Angeles Angels | 50            | 42            | 1,0           |
|               | Tampa Bay Rays    | 49            | 41            | 6,0           |  |                  | Chicago White Sox  | 44               | 48               | 5,0              |  | ▼             | Seattle Mariners   | 43            | 48            | 7,5           |
|               | Toronto Blue Jays | 45            | 47            | 11,0          |  | ▲                | Minnesota Twins    | 41               | 48               | 6,5              |  |               | Oakland Athletics  | 39            | 53            | 12,0          |
|               | Baltimore Orioles | 36            | 52            | 18,0          |  | ▼                | Kansas City Royals | 37               | 54               | 11,5             |  |               |                    |               |               |               |

 Pfeile: ▲ Verbesserung ggü. Mai, ▼ Verschlechterung ggü. Mai, Erläuterungen: siehe AL April 

##### Zweite Julihälfte und August
Zum 31. August 2011 ergaben sich in der AL folgende Platzierungen:
| East Division | East Division     | East Division | East Division | East Division |  | Central Division | Central Division   | Central Division | Central Division | Central Division |  | West Division | West Division      | West Division | West Division | West Division |
| PS            | Franchise         | W             | L             | GB            |  | PS               | Franchise          | W                | L                | GB               |  | PS            | Franchise          | W             | L             | GB            |
| 1             | Boston Red Sox    | 83            | 52            | --            |  | 3                | Detroit Tigers     | 75               | 61               | --               |  | 2             | Texas Rangers      | 77            | 60            | --            |
| WC            | New York Yankees  | 81            | 53            | 1,5           |  |                  | Cleveland Indians  | 68               | 65               | 5,5              |  |               | Los Angeles Angels | 73            | 63            | 3,5           |
|               | Tampa Bay Rays    | 74            | 61            | 9,0           |  |                  | Chicago White Sox  | 68               | 66               | 6,0              |  | ▲             | Oakland Athletics  | 60            | 76            | 16,5          |
|               | Toronto Blue Jays | 68            | 68            | 15,5          |  |                  | Minnesota Twins    | 57               | 79               | 18,0             |  | ▼             | Seattle Mariners   | 58            | 77            | 18,0          |
|               | Baltimore Orioles | 54            | 80            | 28,5          |  |                  | Kansas City Royals | 56               | 81               | 19,5             |  |               |                    |               |               |               |

 Pfeile: ▲ Verbesserung ggü. Juli, ▼ Verschlechterung ggü. Juli, Erläuterungen: siehe AL April 

##### September (Saisonende)
Die Abschlusstabellen in der American League nach dem letzten Spieltag (28. September) zeigen folgendes Bild:
| East Division | East Division     | East Division | East Division | East Division |  | Central Division | Central Division   | Central Division | Central Division | Central Division |  | West Division | West Division      | West Division | West Division | West Division |
| PS            | Franchise         | W             | L             | GB            |  | PS               | Franchise          | W                | L                | GB               |  | PS            | Franchise          | W             | L             | GB            |
| ▲ 1           | New York Yankees  | 97            | 65            | --            |  | 3                | Detroit Tigers     | 95               | 67               | --               |  | 2             | Texas Rangers      | 96            | 66            | --            |
| ▲ WC          | Tampa Bay Rays    | 91            | 71            | 6,0           |  |                  | Cleveland Indians  | 80               | 82               | 15,0             |  |               | Los Angeles Angels | 86            | 76            | 10,0          |
| ▼             | Boston Red Sox    | 90            | 72            | 7,0           |  |                  | Chicago White Sox  | 79               | 83               | 16,0             |  |               | Oakland Athletics  | 74            | 88            | 22,0          |
|               | Toronto Blue Jays | 81            | 81            | 16,0          |  | ▲                | Kansas City Royals | 71               | 91               | 24,0             |  |               | Seattle Mariners   | 67            | 95            | 29,0          |
|               | Baltimore Orioles | 69            | 93            | 28,0          |  | ▼                | Minnesota Twins    | 63               | 99               | 32,0             |  |               |                    |               |               |               |

 Pfeile: ▲ Verbesserung ggü. August, ▼ Verschlechterung ggü. August, Erläuterungen: siehe AL April 
Am 16. September sicherten sich die Detroit Tigers durch den Sieg der AL Central Division als erstes Team die Postseason-Teilnahme, also bereits zwölf Spieltage vor Saisonende. Die New York Yankees folgten ihnen am 21. September als Sieger der AL East Division (sieben Spieltage vor Schluss). Seit dem 23. September war in der AL West der Team der Texas Rangers sicher qualifiziert; am letzten Spieltag der Saison konnten sich die Tamba Bay Rays den Wild Card-Platz sichern, nachdem sie 9-Spiele-Rückstand von den Boston Red Sox aufgeholt haben.

#### National League

##### April
Zum 30. April ergaben sich in der National League folgende Platzierungen:
| East Division | East Division         | East Division | East Division | East Division |  | Central Division | Central Division    | Central Division | Central Division | Central Division |  | West Division | West Division        | West Division | West Division | West Division |
| PS            | Franchise             | W             | L             | GB            |  | PS               | Franchise           | W                | L                | GB               |  | PS            | Franchise            | W             | L             | GB            |
| 1             | Philadelphia Phillies | 18            | 8             | --            |  | 3                | St. Louis Cardinals | 16               | 11               | --               |  | 2             | Colorado Rockies     | 17            | 8             | --            |
| WC            | Florida Marlins       | 16            | 9             | 1,5           |  |                  | Cincinnati Reds     | 14               | 13               | 2,0              |  |               | Los Angeles Dodgers  | 14            | 14            | 4,5           |
|               | Atlanta Braves        | 13            | 15            | 6,0           |  |                  | Milwaukee Brewers   | 13               | 13               | 2,5              |  |               | San Francisco Giants | 13            | 13            | 4,5           |
|               | Washington Nationals  | 12            | 14            | 6,0           |  |                  | Chicago Cubs        | 12               | 14               | 3,5              |  |               | Arizona Diamondbacks | 11            | 15            | 6,5           |
|               | New York Mets         | 11            | 16            | 7,5           |  |                  | Pittsburgh Pirates  | 12               | 15               | 4,0              |  |               | San Diego Padres     | 10            | 17            | 8,0           |
|               |                       |               |               |               |  |                  | Houston Astros      | 10               | 17               | 6,0              |  |               |                      |               |               |               |

 Erklärungen: siehe AL 

##### Mai
Zum 31. Mai ergaben sich in der National League folgende Platzierungen:
| East Division | East Division         | East Division | East Division | East Division |  | Central Division | Central Division    | Central Division | Central Division | Central Division |  | West Division | West Division        | West Division | West Division | West Division |
| PS            | Franchise             | W             | L             | GB            |  | PS               | Franchise           | W                | L                | GB               |  | PS            | Franchise            | W             | L             | GB            |
| 1             | Philadelphia Phillies | 34            | 21            | --            |  | 2                | St. Louis Cardinals | 33               | 23               | --               |  | ▲ 3           | Arizona Diamondbacks | 30            | 25            | --            |
| WC            | Florida Marlins       | 31            | 22            | 2,0           |  | ▲                | Milwaukee Brewers   | 30               | 25               | 2,5              |  | ▲             | San Francisco Giants | 29            | 25            | 0,5           |
|               | Atlanta Braves        | 30            | 26            | 4,5           |  | ▼                | Cincinnati Reds     | 28               | 28               | 5,0              |  | ▼             | Los Angeles Dodgers  | 26            | 30            | 4,5           |
| ▲             | New York Mets         | 25            | 29            | 8,5           |  | ▲                | Pittsburgh Pirates  | 25               | 28               | 6,5              |  | ▼             | Colorado Rockies     | 25            | 29            | 4,5           |
| ▼             | Washington Nationals  | 23            | 31            | 10,5          |  | ▼                | Chicago Cubs        | 23               | 30               | 8,5              |  |               | San Diego Padres     | 24            | 31            | 6,0           |
|               |                       |               |               |               |  |                  | Houston Astros      | 21               | 34               | 11,5             |  |               |                      |               |               |               |

 Pfeile: ▲ Verbesserung ggü. April, ▼ Verschlechterung ggü. April, sonst siehe AL April 

##### Juni bis All-Star Break (10. Juli 2011)
Zur All-Star-Break (10. Juli 2011) ergaben sich in der NL folgende Platzierungen:
| East Division | East Division         | East Division | East Division | East Division |  | Central Division | Central Division    | Central Division | Central Division | Central Division |  | West Division | West Division        | West Division | West Division | West Division |
| PS            | Franchise             | W             | L             | GB            |  | PS               | Franchise           | W                | L                | GB               |  | PS            | Franchise            | W             | L             | GB            |
| 1             | Philadelphia Phillies | 57            | 34            | --            |  | ▲ 3              | Milwaukee Brewers   | 49               | 43               | --               |  | ▲ 2           | San Francisco Giants | 52            | 40            | --            |
| ▲ WC          | Atlanta Braves        | 54            | 38            | 3,5           |  | ▼ 3              | St. Louis Cardinals | 49               | 43               | --               |  | ▼             | Arizona Diamondbacks | 49            | 43            | 3,0           |
| ▲             | New York Mets         | 46            | 45            | 11,0          |  | ▲                | Pittsburgh Pirates  | 47               | 43               | 1,0              |  | ▲             | Colorado Rockies     | 43            | 48            | 8,5           |
| ▲             | Washington Nationals  | 46            | 46            | 11,5          |  | ▼                | Cincinnati Reds     | 45               | 47               | 4,0              |  | ▼             | Los Angeles Dodgers  | 41            | 51            | 11,0          |
| ▼             | Florida Marlins       | 43            | 48            | 14,0          |  |                  | Chicago Cubs        | 37               | 55               | 12,0             |  |               | San Diego Padres     | 40            | 52            | 12,0          |
|               |                       |               |               |               |  |                  | Houston Astros      | 30               | 62               | 19,0             |  |               |                      |               |               |               |

 Pfeile: ▲ Verbesserung ggü. Mai, ▼ Verschlechterung ggü. Mai, sonst siehe AL April 

##### Zweite Julihälfte und August
Zum 31. August 2011 ergaben sich in der NL folgende Platzierungen:
| East Division | East Division         | East Division | East Division | East Division |  | Central Division | Central Division    | Central Division | Central Division | Central Division |  | West Division | West Division        | West Division | West Division | West Division |
| PS            | Franchise             | W             | L             | GB            |  | PS               | Franchise           | W                | L                | GB               |  | PS            | Franchise            | W             | L             | GB            |
| 1             | Philadelphia Phillies | 86            | 46            | --            |  | 2                | Milwaukee Brewers   | 81               | 56               | --               |  | ▲ 3           | Arizona Diamondbacks | 78            | 59            | --            |
| WC            | Atlanta Braves        | 80            | 55            | 7,5           |  |                  | St. Louis Cardinals | 72               | 64               | 8,5              |  | ▼             | San Francisco Giants | 72            | 65            | 6,0           |
|               | New York Mets         | 65            | 69            | 22,0          |  | ▲                | Cincinnati Reds     | 67               | 69               | 13,5             |  | ▲             | Los Angeles Dodgers  | 65            | 70            | 12,0          |
|               | Washington Nationals  | 63            | 71            | 24,0          |  | ▼                | Pittsburgh Pirates  | 62               | 74               | 18,5             |  | ▼             | Colorado Rockies     | 64            | 73            | 14,0          |
|               | Florida Marlins       | 60            | 75            | 27,5          |  |                  | Chicago Cubs        | 59               | 78               | 22,0             |  |               | San Diego Padres     | 60            | 77            | 18,0          |
|               |                       |               |               |               |  |                  | Houston Astros      | 47               | 90               | 34,0             |  |               |                      |               |               |               |

 Pfeile: ▲ Verbesserung ggü. Juli, ▼ Verschlechterung ggü. Juli, sonst siehe AL April 

##### September (Saisonende)
Die Abschlusstabellen in der National League nach dem letzten Spieltag (28. September) zeigen folgendes Bild:
| East Division | East Division         | East Division | East Division | East Division |  | Central Division | Central Division    | Central Division | Central Division | Central Division |  | West Division | West Division        | West Division | West Division | West Division |
| PS            | Franchise             | W             | L             | GB            |  | PS               | Franchise           | W                | L                | GB               |  | PS            | Franchise            | W             | L             | GB            |
| 1             | Philadelphia Phillies | 102           | 60            | --            |  | 2                | Milwaukee Brewers   | 96               | 66               | --               |  | 3             | Arizona Diamondbacks | 94            | 68            | --            |
|               | Atlanta Braves        | 89            | 73            | 13,0          |  | WC               | St. Louis Cardinals | 90               | 72               | 6,0              |  |               | San Francisco Giants | 86            | 76            | 8,0           |
| ▲             | Washington Nationals  | 80            | 81            | 21,5          |  |                  | Cincinnati Reds     | 79               | 83               | 17,0             |  |               | Los Angeles Dodgers  | 82            | 79            | 11,5          |
| ▼             | New York Mets         | 77            | 85            | 25,0          |  |                  | Pittsburgh Pirates  | 72               | 90               | 24,0             |  |               | Colorado Rockies     | 73            | 89            | 21,0          |
|               | Florida Marlins       | 72            | 90            | 30,0          |  |                  | Chicago Cubs        | 71               | 91               | 25,0             |  |               | San Diego Padres     | 71            | 91            | 23,0          |
|               |                       |               |               |               |  |                  | Houston Astros      | 56               | 106              | 40,0             |  |               |                      |               |               |               |

 Pfeile: ▲ Verbesserung ggü. Juli, ▼ Verschlechterung ggü. Juli, sonst siehe AL April 
Am 14. September sicherten sich die Philadelphia Phillies ihre Postseason-Teilnahme, am 17. September stand der fünfte Gewinn der NL East Division in Folge fest. Diesmal erzielten sie es durch einen Rekord mit 102 Siege und nur 60 Niederlagen. Die Milwaukee Brewers feierten am 23. September den Gewinn der NL Central Division. Am 23. September sicherten sich die Arizona Diamondbacks den Sieg in der NL West Division; am letzten Spieltag bekamen die St. Louis Cardinals den Wild Card-Platz anstelle der Atlanta Braves, die ihren 10-Spiele-Vorsprung verspielt haben.

## Postseason
Hauptartikel: NLDS 2011, ALDS 2011, NLCS 2011, ALCS 2011, World Series 2011

### Modus und Teilnehmer
Wie in den Vorjahren spielen in der Postseason die besten vier Mannschaften den jeweiligen Sieger der American League bzw. National League aus, die dann in der World Series 2011 den World Series-Gewinner ermitteln.
Seit dem 30. September und spätestens bis zum 17. Oktober 2011 werden die Division Series und anschließend die jeweilige Championship Series ausgespielt. Hierzu treffen zunächst die drei Division-Sieger und der beste Zweite (sog. Wild-Card) in zwei Division-Series Begegnungen im Best-of-Five-Modus aufeinander (ALDS bzw. NLDS = American oder National League Division Series). Anschließend spielen die Sieger der Division-Series-Begegnungen im Best-of-Seven-Verfahren den jeweiligen League-Champion aus (ALCS bzw. NLCS = American oder National League Championship Series).
Die Wild-Card-Sieger spielen normalerweise gegen den besten Divisionssieger, also die Mannschaft mit den meisten Siegen aus den regulären Saisonspielen. Sollte das Team mit den meisten Siegen jedoch aus der gleichen Division kommen wie der Wild Card-Gewinner, spielt das Wild Card-Team gegen den zweitbesten Divisionssieger ihrer Liga, um so ein divisionsinternes Duell zu vermeiden.
In der American League standen als Teilnehmer die New York Yankees (Sieger AL East), Texas Rangers (Sieger AL West), Detroit Tigers (Sieger AL Central) und die Tampa Bay Rays (Wild Card) fest. Wegen der oben beschriebenen Regel trafen die Rays nicht auf die Yankees (mit dem besten Record), sondern auf die Rangers.
In der National League qualifizierten sich die Philadelphia Phillies (Sieger NL East), die Milwaukee Brewers (Sieger NL Central), die Arizona Diamondbacks (Sieger West) sowie die St. Louis Cardinals (Wild Card) für die Postseason.

### Schema
In der Postseason kam es zu folgenden Ergebnissen:
|  | League Division Series | League Division Series | League Division Series |    |                   | League Championship Series | League Championship Series | League Championship Series |  |  | World Series | World Series | World Series |
|  |                        |                        |                        |    |                   |                            |                            |                            |  |  |              |              |              |
|  | 1                      | New York Yankees       | 2                      |    |                   |                            |                            |                            |  |  |              |              |              |
|  | 3                      | Detroit Tigers         | 3                      |    |                   |                            |                            |                            |  |  |              |              |              |
|  | 3                      | Detroit Tigers         | 3                      | 2  | Texas Rangers     | 4                          |                            |                            |  |  |              |              |              |
|  | American League        |                        |                        | 2  | Texas Rangers     | 4                          |                            |                            |  |  |              |              |              |
|  |                        | 3                      | Detroit Tigers         | 2  |                   |                            |                            |                            |  |  |              |              |              |
|  | 2                      | 3                      | Detroit Tigers         | 2  | Texas Rangers     | 3                          |                            |                            |  |  |              |              |              |
|  | 2                      |                        |                        |    | Texas Rangers     | 3                          |                            |                            |  |  |              |              |              |
|  | WC                     | Tampa Bay Rays         | 1                      |    |                   |                            |                            |                            |  |  |              |              |              |
|  |                        |                        |                        | AL | Texas Rangers     | 3                          |                            |                            |  |  |              |              |              |
|  |                        | NL                     | St. Louis Cardinals    | 4  |                   |                            |                            |                            |  |  |              |              |              |
|  | 1                      | Philadelphia Phillies  | 2                      |    |                   |                            |                            |                            |  |  |              |              |              |
|  | WC                     | St. Louis Cardinals    | 3                      |    |                   |                            |                            |                            |  |  |              |              |              |
|  | WC                     | St. Louis Cardinals    | 3                      | 2  | Milwaukee Brewers | 2                          |                            |                            |  |  |              |              |              |
|  | National League        |                        |                        | 2  | Milwaukee Brewers | 2                          |                            |                            |  |  |              |              |              |
|  |                        | WC                     | St. Louis Cardinals    | 4  |                   |                            |                            |                            |  |  |              |              |              |
|  | 2                      | WC                     | St. Louis Cardinals    | 4  | Milwaukee Brewers | 3                          |                            |                            |  |  |              |              |              |
|  | 2                      |                        |                        |    | Milwaukee Brewers | 3                          |                            |                            |  |  |              |              |              |
|  | 3                      | Arizona Diamondbacks   | 2                      |    |                   |                            |                            |                            |  |  |              |              |              |

ALDS, NLDS (Division Series): Best-of Five; ALCS, NLCS (Championship Series): Best-of-Seven

## Besondere Leistungen und Meilensteine

### Einzelleistungen
- David Ortiz von den Boston Red Sox schaffte am 2. April seinen 1004. RBI als Designated Hitter und stellte damit einen neuen MLB-Rekord in dieser Kategorie auf.

## Ehrungen und Auszeichnungen

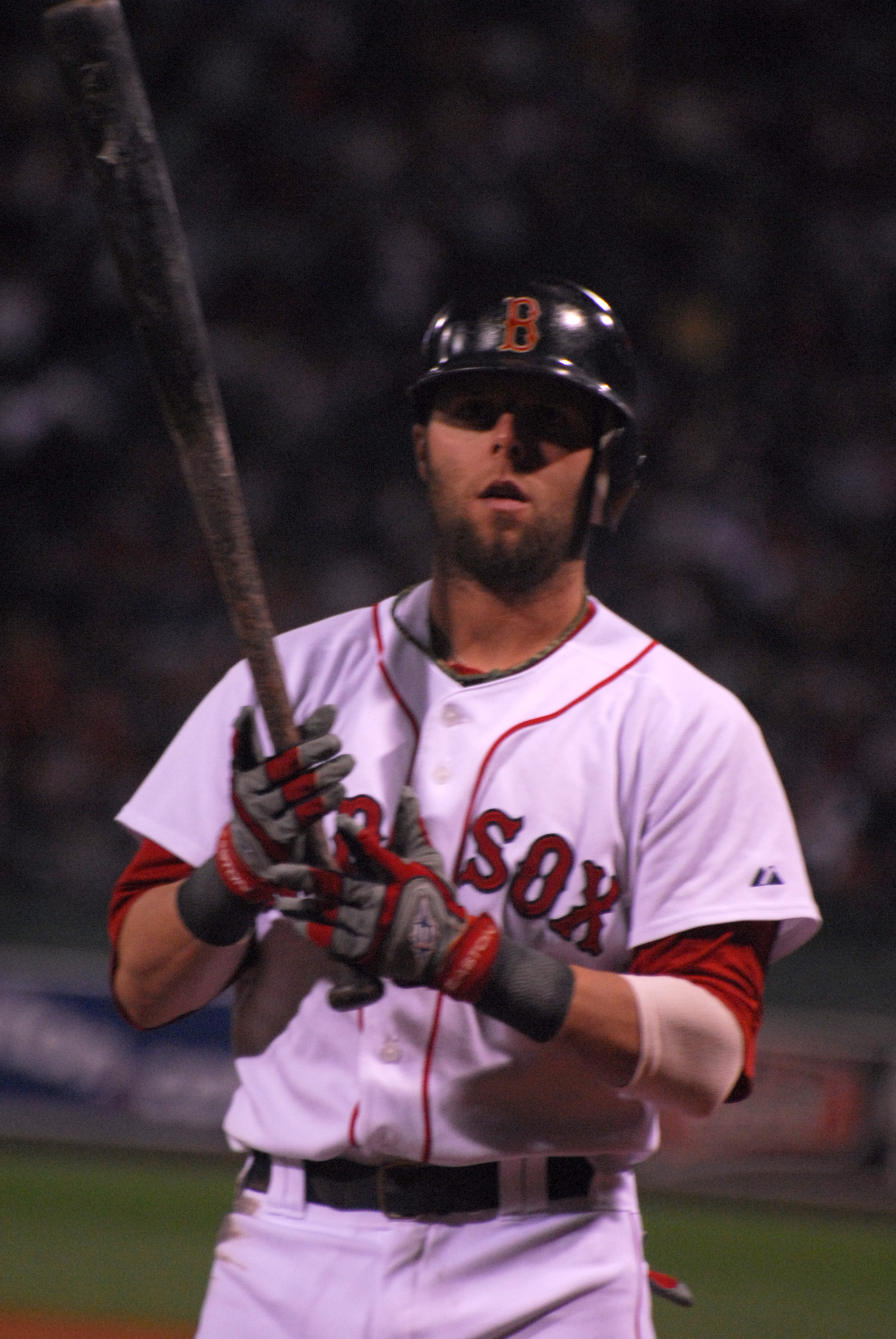
Second Basemann Dustin Pedroia. Spieler des Monats Juli in der AL.

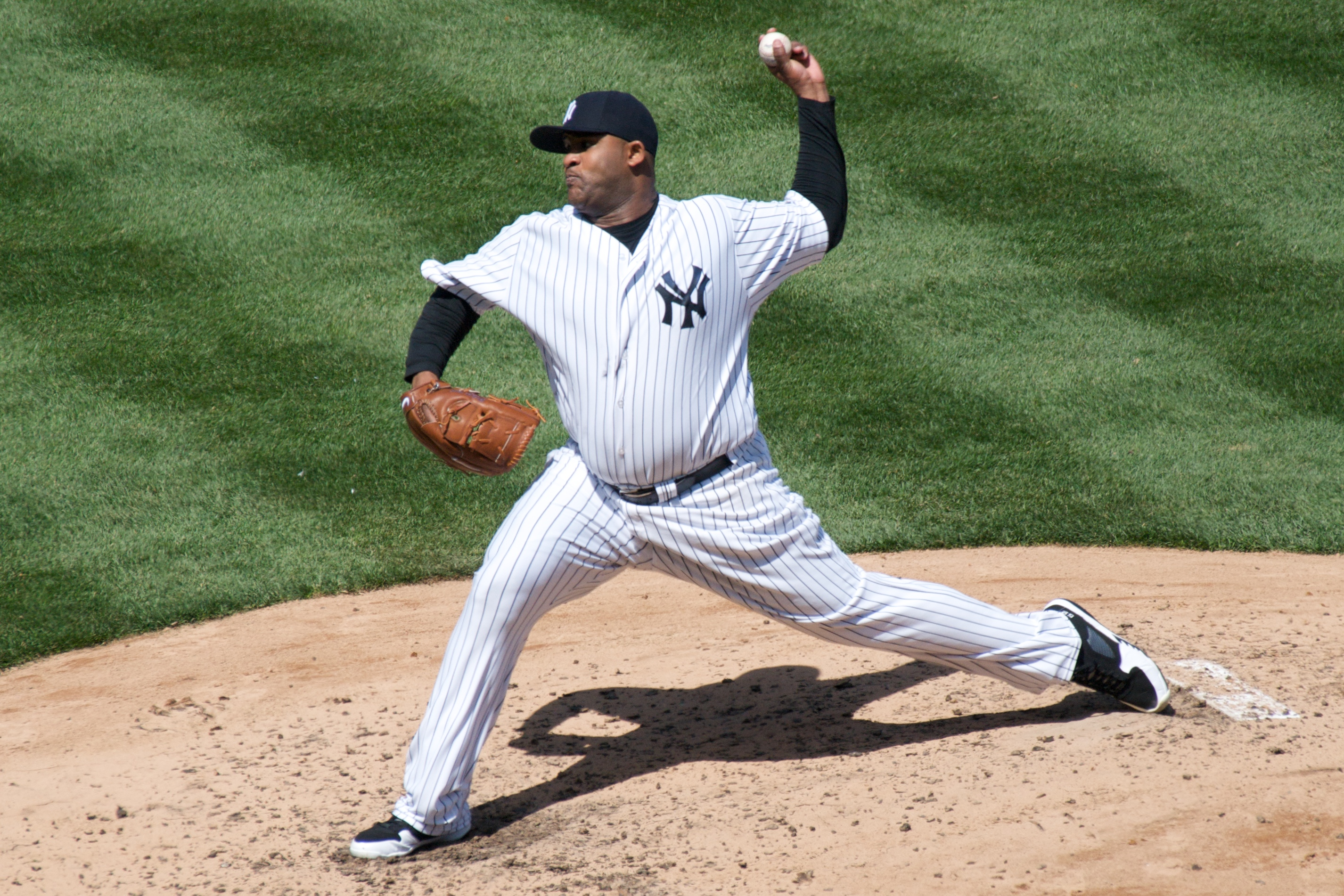
Pitcher C.C. Sabathia. Pitcher des Monats Juli in der AL.

### Player des Monats
| Monat     | American League   | National League  |
| --------- | ----------------- | ---------------- |
| April     | José Bautista     | Ryan Braun       |
| Mai       | José Bautista     | Jay Bruce        |
| Juni      | Adrián González   | Prince Fielder   |
| Juli      | Dustin Pedroia    | Emilio Bonifacio |
| August    | Curtis Granderson | Dan Uggla        |
| September | Adrián Beltré     | Ryan Braun       |

### Pitcher des Monats
| Monat     | American League   | National League |
| --------- | ----------------- | --------------- |
| April     | Jered Weaver      | Josh Johnson    |
| Mai       | Jeremy Hellickson | Jair Jurrjens   |
| Juni      | Justin Verlander  | Cliff Lee       |
| Juli      | C.C. Sabathia     | Clayton Kershaw |
| August    | Ricky Romero      | Cliff Lee       |
| September | Doug Fister       | Javier Vázquez  |

### Rookie des Monats
| Monat     | American League         | National League |
| --------- | ----------------------- | --------------- |
| April     | Michael Pineda          | Darwin Barney   |
| Mai       | Jeremy Hellickson       | Justin Turner   |
| Juni      | Ben Revere Jemile Weeks | Craig Kimbrel   |
| Juli      | Eric Hosmer             | Freddie Freeman |
| August    | Mike Carp               | Craig Kimbrel   |
| September | Eric Hosmer             | Dee Gordon      |